# NGC 5831
NGC 5831 is een elliptisch sterrenstelsel in het sterrenbeeld Maagd. Het hemelobject werd op 24 februari 1786 ontdekt door de Duits-Britse astronoom William Herschel.

## Synoniemen
- UGC 9678
- MCG 0-38-20
- ZWG 20.54
- PGC 53770